# BLG-252
A BLG-252 é uma bomba lança-granadas brasileira, tendo como carga bélica 248 submunições de efeito misto anticarro/antipessoal. 

## Operação
Após o lançamento, decorrido um tempo pré-selecionado, a bomba tem seu revestimento aberto. A abertura do revestimento ocorre pela ação de carga oca linear, acionada por espoletas mecânicas de tempo, localizadas na ogiva e na cauda do artefato. A dispersão das granadas, por centrifugação, é obtida em função da rotação adquirida pela bomba após o lançamento, determinando um padrão de espalhamento sobre o solo de forma aproximadamente elíptica.

## Emprego
A BLG-252 é uma munição para ser empregada contra alvos dispersos sobre uma superfície, permitindo o ataque a baixa ou grande altura, em alta ou baixa velocidade, sem requerer pontaria demasiadamente precisa. A BLG-252 pode ser empregada em aeronaves AT-26, F-5E e A-1 e AT-29.